# Umm an-Nar
Koordinaten: 24° 26′ 21″ N, 54° 30′ 16″ O
Umm an-Nar (arabisch أم النار Umm an-Nār) ist eine Insel mit archäologischen Ausgrabungsorten in den Vereinigten Arabischen Emiraten, südöstlich von Abu Dhabi gelegen. Nach diesem Ort ist die Umm-an-Nar-Kultur (ca. 2500–2000 v. Chr.) benannt. Eine dänische Expedition unter der Leitung von Geoffrey Bibby grub hier 1960 und in den folgenden Jahren eine kleine Siedlung aus. Bei diesen Grabungen wurde zunächst ein rundes Bestattungsgebäude aufgedeckt, das ganz aus Stein errichtet worden war. Einige der verbauten Steinplatten waren mit einfachen Reliefs dekoriert. In diesem Gebäude sind die Knochen von Toten oder die Toten über Jahrhunderte hinweg beigesetzt worden. 
In kurzer Entfernung wurde eine kleine Siedlung entdeckt, deren Häuser auch aus Stein errichtet sind. An Funden ist vor allem die typische bemalte Keramik dieser Kultur zu nennen. Es fanden sich aber auch Gefäße der Kulli-Kultur, die auf Überseehandel schließen lassen.